# Пампурівка (гідрологічний заказник)
Пампурівка — гідрологічний заказник місцевого значення в Конотопському районі Сумської області.

## Географія
Розташований на західній околиці села Коханівка.